# Pontus Hanson
Pontus Hanson (n. 24 mai 1884, Kristinehamn, Comitatul Värmland, Suedia – d. 4 decembrie 1962, Stockholm, Suedia) a fost un înotător suedez, medaliat olimpic. A participat la 2 ediții ale Jocurilor Olimpice (1908, 1912) în care a câștigat o medalie de bronz.